# 和久田誠男
和久田 誠男（わくた　しげお）は、1941年満州生まれの演出家、大森の古書店「天誠書林」店主。
大相撲力士であり、力士の待遇改善争議「春秋園事件」を主導した天竜三郎（本名：和久田三郎）は父。

## 来歴
1941年に満州で生まれる。この時父親は満州国武道会常務理事を務め、かの国で相撲の普及にあたっていた。
早稲田大学文学部仏文科在学中に自由舞台に参加。
1964年（昭和39年）文学座を退座したメンバーで結成されたグループNLTの創立に、正式メンバーではなかったが立会い、以降舞台の演出助手、舞台監督を務める。
1968年（昭和43年）喜劇の上演を志向する劇団NLTから三島由紀夫作品の上演を求めるメンバーが脱退し「浪曼劇場」を旗揚げした際に和久田も帯同、舞台監督を務め、三島由紀夫の演劇活動を支援した。三島由紀夫逝去直後に上演された「サロメ」では三島の指名により演出を託された。
1972年（昭和47年）浪曼劇場解散後は演劇活動を離れた。
1993年（平成5年）に大森駅近く、東京都大田区山王のジャーマン通り沿いに古書店「天誠書林」を開業、2008年まで営業していた。

## 作品
- シラノ・ド・ベルジュラック - 1964年4月：日生劇場。演出助手を担当。二代目尾上松緑・久我美子・北大路欣也主演、松浦竹夫演出
- 鍵穴 - 1964年（昭和39年）6月：NLT・草月実験劇場提携公演。演出助手を担当[1]。
- 女中たち - 1964年（昭和39年）6月：NLT・草月実験劇場提携公演。演出助手を担当。
- 弱法師 - 1965年（昭和40年）：NLT＋新宿文化提携アートシアター 三島由紀夫作“近代能楽集”ナイター公演。演出助手を担当。勝呂誉、奥野匡、真咲美岐、近藤準、宮内順子、丹阿弥谷津子出演、寺崎嘉浩演出
- 鹿鳴館 - 1967年（昭和42年）：NLT第6回公演。舞台監督を担当。村松英子、中村伸郎、真咲美岐、寺田史、勝部演之、中山仁ほか出演、松浦竹夫演出
- 朱雀家の滅亡 - 1967年（昭和42年）：劇団NLT第7回公演。舞台監督を担当。中村伸郎、中山仁、村松英子、南美江、村上冬樹出演、松浦竹夫演出
- わが友ヒットラー - 1969年（昭和44年）：劇団浪曼劇場第1回公演。舞台監督を担当。村上冬樹、勝部演之、近藤準、中村伸郎出演、松浦竹夫演出
- サロメ - 1971年：劇団浪曼劇場第7回公演「三島由紀夫追悼公演」。三島由紀夫演出、彼の遺言により演出補を務めた

## エピソード

### 「サロメ」公演について
三島由紀夫の追悼公演となった「サロメ」については三島が演出を担当、和久田は演出補を指名されており、三島の死後彼の遺言により和久田が実質的な演出を担当することとなった。しかし和久田の師であり、やはり三島の演劇活動を支えた松浦竹夫は自分が演出補を担当すべきと主張、いったん和久田は辞退するよう判断していた。しかし三島由紀夫夫人平岡瑤子が三島の遺言通りにすることを強く望んだため松浦が折れ、和久田が演出補を担当して上演している。和久田は、三島は「サロメ」を自分の劇場葬にしようとしていた、という考えを述べている。
この出来事で松浦が成功が確実な「サロメ」の演出補の座を得ようとしたのを目の当たりにした和久田は芝居の世界が嫌になり、演劇活動から離れたという。

### 自衛隊突入直前の三島由紀夫
和久田は楯の会自衛隊突入の四日前、1970年11月21日の夜に「サロメ」の演出についての、結果として最後となる打ち合わせを三島と行なっている。そして打ち合わせ後に三島と夫人、和久田の三人で六本木の「福鮨」で会食をしている。帰りの車の中で三島はしきりに「寒い寒い」と言いだし助手席で縮こまる様子を見せたという。11月のことであり寒かったがそこまでではなかったことから、精神的なことがあってのことだったろうと和久田は語っている。

## 関連書籍
- 松本徹・佐藤秀明・井上隆史・山中剛史編『同時代の証言 三島由紀夫』鼎書房、2011年。ISBN 978-4907846770。